# Fureholmen (Kvinnherad)
Ne doit pas être confondu avec Fureholmen, Fureholmen (Masfjorden) ou Fureholmen (Stord).
Fureholmen, est une île dans le landskap Sunnhordland du comté de Vestland. Elle appartient administrativement à Kvinnherad.

## Géographie
Rocheuse et couverte d'arbres, elle s'étend sur environ 147 m de longueur pour une largeur approximative de 75 m.